# Амжеронка
Амжеронка(рос. Амжеронка, Большая Амжеронка) — річка в Росії, в Ульяновському районі Калузької області. Права притока Жиздри (басейн Оки).

## Опис
Довжина річки 15 км, найкоротша відстань між витоком і гирлом — 10,77 км, коефіцієнт звивистості річки — 1,4. Площа басейну водозбору 43,4 км².

## Розташування
Має виток у селі Нікітське. Спочатку тече переважно на північний схід через Дубна, Жильково, Полошково. Потім повертає на північний захід і впадає у річку Жиздру, ліву притоку Оки.
Населені пункти вздовж берегової смуги: Дубіно.

## Цікавий факт
- На лівому березі річки у селі Дубіно розташована Покровська церква[3].